# Lista amerykańskich senatorów ze stanu Connecticut
Lista amerykańskich senatorów ze stanu Connecticut – senatorzy wybrani ze stanu Connecticut.
Stan Connecticut został włączony do Unii 9 stycznia 1788 roku. Posiada prawo do mandatów senatorskich 1. i 3. klasy. Do 8 kwietnia 1913 roku (ratyfikowania 17. poprawki do Konstytucji) senatorowie byli wybierani przez stanową legislaturę. Od tego czasu wybierani są w wyborach powszechnych.

## 1. klasa
| Lp.   | Imię i nazwisko           | Imię i nazwisko | Od                  | Do                  | Partia                                              | Kadencja | Uwagi |
| ----- | ------------------------- | --------------- | ------------------- | ------------------- | --------------------------------------------------- | --- | --- |
| 1     | Oliver Ellsworth          |                 | 4 marca 1789        | 8 marca 1796        | Partia Federalistyczna                              | 1 | Wybrany w 1788 |
| 1     | Oliver Ellsworth          | 2               | 4 marca 1789        | 8 marca 1796        | Partia Federalistyczna                              | Reelekcja w 1791 Zrezygnował przed końcem kadencji w 1796, by objąć urząd Prezesa Sądu Najwyższego USA       | |
| Wakat | Wakat                     | Wakat           | 8 marca 1796        | 6 grudnia 1796      |                                                     | 2 | |
| 2     | James Hillhouse           |                 | 6 grudnia 1796      | 10 czerwca 1810     | Partia Federalistyczna                              | 2 | Wybrany do dokończenia kadencji w wyborach specjalnych w 1796                                                                   |
| 2     | James Hillhouse           | 3               | 6 grudnia 1796      | 10 czerwca 1810     | Partia Federalistyczna                              | Wybrany na pełną kadencję w 1797                                                                             | |
| 2     | James Hillhouse           | 4               | 6 grudnia 1796      | 10 czerwca 1810     | Partia Federalistyczna                              | Reelekcja w 1802                                                                                             | |
| 2     | James Hillhouse           | 5               | 6 grudnia 1796      | 10 czerwca 1810     | Partia Federalistyczna                              | Reelekcja w 1809 Zrezygnował przed końcem kadencji w 1810                                                    | |
| Wakat | Wakat                     | Wakat           | 10 czerwca 1810     | 4 grudnia 1810      |                                                     | 5 | |
| 3     | Samuel W. Dana            |                 | 4 grudnia 1810      | 4 marca 1821        | Partia Federalistyczna                              | 5 | Wybrany do dokończenia kadencji w wyborach specjalnych w 1810                                                                   |
| 3     | Samuel W. Dana            | 6               | 4 grudnia 1810      | 4 marca 1821        | Partia Federalistyczna                              | Wybrany na pełną kadencję w 1814                                                                             | |
| 4     | Elijah Boardman           |                 | 4 marca 1821        | 18 sierpnia 1823    | Partia Demokratyczno-Republikańska                  | 7 | Wybrany w 1820 Zmarł w trakcie pełnienia urzędu w 1823                                                                          |
| Wakat | Wakat                     | Wakat           | 18 sierpnia 1823    | 8 października 1823 |                                                     | 7 | |
| 5     | Henry W. Edwards          |                 | 8 października 1823 | 4 marca 1827        | Jacksonian Party (późniejsza Partia Demokratyczna)  | 7 | Mianowany do kontynuowania kadencji w 1823 Wybrany do dokończenia kadencji w wyborach specjalnych w 1824                        |
| 6     | Samuel A. Foot            |                 | 4 marca 1827        | 4 marca 1833        | National Republican Party (późniejsza Partia Wigów) | 8 | Wybrany w 1826 Przegrał wybory w 1832                                                                                           |
| 7     | Nathan Smith              |                 | 4 marca 1833        | 6 grudnia 1835      | National Republican Party                           | 9 | Wybrany w 1832 Zmarł w trakcie pełnienia urzędu w 1835                                                                          |
| Wakat | Wakat                     | Wakat           | 6 grudnia 1835      | 21 grudnia 1835     |                                                     | 9 | |
| 8     | John Milton Niles         |                 | 21 grudnia 1835     | 4 marca 1839        | Partia Demokratyczna                                | 9 | Wybrany do dokończenia kadencji w wyborach specjalnych w 1835 Nie ubiegał się o reelekcję                                       |
| 9     | Thaddeus Betts            |                 | 4 marca 1839        | 7 kwietnia 1840     | Partia Wigów                                        | 10 | Wybrany w 1838 lub 1839 Zmarł w trakcie pełnienia urzędu w 1840                                                                 |
| Wakat | Wakat                     | Wakat           | 7 kwietnia 1840     | 4 maja 1840         |                                                     | 10 | |
| 10    | Jabez W. Huntington       |                 | 4 maja 1840         | 1 listopada 1847    | Partia Wigów                                        | 10 | Wybrany do dokończenia kadencji w wyborach specjalnych w 1840                                                                   |
| 10    | Jabez W. Huntington       | 11              | 4 maja 1840         | 1 listopada 1847    | Partia Wigów                                        | Wybrany na pełną kadencję w 1844 lub 1845 Zmarł w trakcie pełnienia urzędu w 1847                            | |
| Wakat | Wakat                     | Wakat           | 1 listopada 1847    | 11 listopada 1847   |                                                     | 11 | |
| 11    | Roger Sherman Baldwin     |                 | 11 listopada 1847   | 4 marca 1851        | Partia Wigów                                        | 11 | Mianowany do kontynuowania kadencji w 1847 Wybrany do dokończenia kadencji w wyborach specjalnych w 1848                        |
| Wakat | Wakat                     | Wakat           | 4 marca 1851        | 12 maja 1852        |                                                     | 12 | Legislatura nie zdołała wybrać senatora                                                                                         |
| 12    | Isaac Toucey              |                 | 12 maja 1852        | 4 marca 1857        | Partia Demokratyczna                                | 12 | Wybrany z opóźnieniem w 1852 Nie ubiegał się o reelekcję w 1856                                                                 |
| 13    | James Dixon               |                 | 4 marca 1857        | 4 marca 1869        | Partia Republikańska                                | 13 | Wybrany w 1856 |
| 13    | James Dixon               | 14              | 4 marca 1857        | 4 marca 1869        | Partia Republikańska                                | Reelekcja w 1863 Przegrał wybory w 1868 lub 1869                                                             | |
| 14    | William Alfred Buckingham |                 | 4 marca 1869        | 5 lutego 1875       | Partia Republikańska                                | 15 | Wybrany w 1868 lub 1869 Zmarł w trakcie pełnienia urzędu w 1875                                                                 |
| 15    | William W. Eaton          |                 | 5 lutego 1875       | 4 marca 1881        | Partia Demokratyczna                                | 15 | Mianowany do dokończenia kadencji, będąc już wcześniej wybrany na kolejną kadencję                                              |
| 15    | William W. Eaton          | 16              | 5 lutego 1875       | 4 marca 1881        | Partia Demokratyczna                                | Wybrany w 1874 lub 1875                                                                                      | |
| 16    | Joseph R. Hawley          |                 | 4 marca 1881        | 4 marca 1905        | Partia Republikańska                                | 17 | Wybrany w 1881 |
| 16    | Joseph R. Hawley          | 18              | 4 marca 1881        | 4 marca 1905        | Partia Republikańska                                | Reelekcja w 1887                                                                                             | |
| 16    | Joseph R. Hawley          | 19              | 4 marca 1881        | 4 marca 1905        | Partia Republikańska                                | Reelekcja w 1893                                                                                             | |
| 16    | Joseph R. Hawley          | 20              | 4 marca 1881        | 4 marca 1905        | Partia Republikańska                                | Reelekcja w 1899 Nie ubiegał się o reelekcję w 1905                                                          | |
| 17    | Morgan Bulkeley           |                 | 4 marca 1905        | 4 marca 1911        | Partia Republikańska                                | 21 | Wybrany w 1905 Przegrał wybory w 1911                                                                                           |
| 18    | George P. McLean          |                 | 4 marca 1911        | 4 marca 1929        | Partia Republikańska                                | 22 | Wybrany w 1911 |
| 18    | George P. McLean          | 23              | 4 marca 1911        | 4 marca 1929        | Partia Republikańska                                | Reelekcja w 1916                                                                                             | |
| 18    | George P. McLean          | 24              | 4 marca 1911        | 4 marca 1929        | Partia Republikańska                                | Reelekcja w 1922 Nie ubiegał się o reelekcję w 1928                                                          | |
| 19    | Frederic C. Walcott       |                 | 4 marca 1929        | 3 stycznia 1935     | Partia Republikańska                                | 25 | Wybrany w 1928 Przegrał wybory w 1934                                                                                           |
| 20    | Francis T. Maloney        |                 | 3 stycznia 1935     | 16 stycznia 1945    | Partia Demokratyczna                                | 26 | Wybrany w 1934 |
| 20    | Francis T. Maloney        | 27              | 3 stycznia 1935     | 16 stycznia 1945    | Partia Demokratyczna                                | Reelekcja w 1940 Zmarł w trakcie pełnienia urzędu w 1945                                                     | |
| Wakat | Wakat                     | Wakat           | 16 stycznia 1945    | 15 lutego 1945      |                                                     | 27 | |
| 21    | Thomas C. Hart            |                 | 15 lutego 1945      | 5 listopada 1946    | Partia Republikańska                                | 27 | Mianowany do kontynuowania kadencji w 1945 Zrezygnował po wyborze następcy                                                      |
| Wakat | Wakat                     | Wakat           | 5 listopada 1946    | 27 grudnia 1946     |                                                     | 27 | |
| 22    | Raymond E. Baldwin        |                 | 27 grudnia 1946     | 16 grudnia 1949     | Partia Republikańska                                | 27 | Wybrany do dokończenia kadencji w wyborach specjalnych w 1946                                                                   |
| 22    | Raymond E. Baldwin        | 28              | 27 grudnia 1946     | 16 grudnia 1949     | Partia Republikańska                                | Wybrany na pełną kadencję w 1946 Zrezygnował przed końcem kadencji w 1949                                    | |
| 23    | William Benton            |                 | 17 grudnia 1949     | 3 stycznia 1953     | Partia Demokratyczna                                | 28 | Mianowany do kontynuowania kadencji w 1949 Wybrany do dokończenia kadencji w wyborach specjalnych w 1950 Przegrał wybory w 1952 |
| 24    | William A. Purtell        |                 | 3 stycznia 1953     | 3 stycznia 1959     | Partia Republikańska                                | 29 | Wybrany w 1952 Przegrał wybory w 1958                                                                                           |
| 25    | Thomas J. Dodd            |                 | 3 stycznia 1959     | 3 stycznia 1971     | Partia Demokratyczna                                | 30 | Wybrany w 1958 |
| 25    | Thomas J. Dodd            | 31              | 3 stycznia 1959     | 3 stycznia 1971     | Partia Demokratyczna                                | Reelekcja w 1964 Przegrał prawybory, a potem wybory (jako kandydat niezależny) w 1970                        | |
| 26    | Lowell Weicker            |                 | 3 stycznia 1971     | 3 stycznia 1989     | Partia Republikańska                                | 32 | Wybrany w 1970 |
| 26    | Lowell Weicker            | 33              | 3 stycznia 1971     | 3 stycznia 1989     | Partia Republikańska                                | Reelekcja w 1976                                                                                             | |
| 26    | Lowell Weicker            | 34              | 3 stycznia 1971     | 3 stycznia 1989     | Partia Republikańska                                | Reelekcja w 1982 Przegrał wybory w 1988                                                                      | |
| 27    | Joe Lieberman             |                 | 3 stycznia 1989     | 3 stycznia 2013     | Partia Demokratyczna                                | 35 | Wybrany w 1988 |
| 27    | Joe Lieberman             | 36              | 3 stycznia 1989     | 3 stycznia 2013     | Partia Demokratyczna                                | Reelekcja w 1994                                                                                             | |
| 27    | Joe Lieberman             | 37              | 3 stycznia 1989     | 3 stycznia 2013     | Partia Demokratyczna                                | Reelekcja w 2000                                                                                             | |
| 27    | Joe Lieberman             | Niezależny      | 3 stycznia 1989     | 3 stycznia 2013     | 38                                                  | Przegrał prawybory, ale uzyskał reelekcję jako kandydat niezależny w 2006 Nie ubiegał się o reelekcję w 2012 | |
| 28    | Chris Murphy              |                 | 3 stycznia 2013     | nadal               | Partia Demokratyczna                                | 39 | Wybrany w 2012 |
| 28    | Chris Murphy              | 40              | 3 stycznia 2013     | nadal               | Partia Demokratyczna                                | Reelekcja w 2018                                                                                             | |
| 28    | Chris Murphy              | 41              | 3 stycznia 2013     | nadal               | Partia Demokratyczna                                | Reelekcja w 2024                                                                                             | |

## 3. klasa
| Lp.   | Imię i nazwisko       | Imię i nazwisko | Od                   | Do                   | Partia                             | Kadencja | Uwagi |
| ----- | --------------------- | --------------- | -------------------- | -------------------- | ---------------------------------- | --- | --- |
| 1     | William S. Johnson    |                 | 4 marca 1789         | 4 marca 1791         | Partia Federalistyczna             | 1 | Wybrany w 1788 Zrezygnował przed końcem kadencji w 1791                                                        |
| Wakat | Wakat                 | Wakat           | 4 marca 1791         | 13 czerwca 1791      |                                    | 1 | |
| 2     | Roger Sherman         |                 | 13 czerwca 1791      | 23 lipca 1793        | Partia Federalistyczna             | 1 | Wybrany do dokończenia kadencji w wyborach specjalnych w 1791 Zmarł w trakcie pełnienia urzędu w 1793          |
| Wakat | Wakat                 | Wakat           | 23 lipca 1793        | 2 grudnia 1793       |                                    | 1 | |
| 3     | Stephen Mix Mitchell  |                 | 2 grudnia 1793       | 4 marca 1795         | Partia Federalistyczna             | 1 | Wybrany do dokończenia kadencji w wyborach specjalnych w 1793 Nie starał się o reelekcję                       |
| 4     | Jonathan Trumbull Jr. |                 | 4 marca 1795         | 10 czerwca 1796      | Partia Federalistyczna             | 2 | Wybrany w 1794 lub 1795 Zrezygnował przed końcem kadencji, by objąć urząd zastępcy gubernatora Connecticut     |
| Wakat | Wakat                 | Wakat           | 10 czerwca 1796      | 13 października 1796 |                                    | 2 | |
| 5     | Uriah Tracy           |                 | 13 października 1796 | 19 lipca 1807        | Partia Federalistyczna             | 2 | Wybrany do dokończenia kadencji w wyborach specjalnych w 1796                                                  |
| 5     | Uriah Tracy           | 3               | 13 października 1796 | 19 lipca 1807        | Partia Federalistyczna             | Reelekcja w 1801 | |
| 5     | Uriah Tracy           | 4               | 13 października 1796 | 19 lipca 1807        | Partia Federalistyczna             | Reelekcja w 1807 Zmarł w trakcie pełnienia urzędu w 1807                                                            | |
| Wakat | Wakat                 | Wakat           | 19 lipca 1807        | 25 października 1807 |                                    | 4 | |
| 6     | Chauncey Goodrich     |                 | 25 października 1807 | 13 maja 1813         | Partia Federalistyczna             | 4 | Wybrany do dokończenia kadencji w wyborach specjalnych w 1807                                                  |
| 6     | Chauncey Goodrich     | 5               | 25 października 1807 | 13 maja 1813         | Partia Federalistyczna             | Wybrany na pełną kadencję w 1813 Zrezygnował przed końcem kadencji, by objąć urząd zastępcy gubernatora Connecticut | |
| 7     | David Daggett         | 5               |                      | 13 maja 1813         | 4 marca 1819                       | Partia Federalistyczna                                                                                              | Wybrany do dokończenia kadencji w wyborach specjalnych w 1813 Nie ubiegał się o reelekcję w 1819               |
| 8     | James Lanman          |                 | 4 marca 1819         | 4 marca 1825         | Partia Demokratyczno-Republikańska | 6 | Wybrany w 1819                                                                                                 |
| Wakat | Wakat                 | Wakat           | 4 marca 1825         | 4 maja 1825          |                                    | 7 | |
| 9     | Calvin Willey         |                 | 4 maja 1825          | 4 marca 1831         | National Republican Party          | 7 | Wybrany z opóźnieniem w 1825                                                                                   |
| 10    | Gideon Tomlinson      |                 | 4 marca 1831         | 4 marca 1837         | National Republican Party          | 8 | Wybrany w 1831                                                                                                 |
| 11    | Perry Smith           |                 | 4 marca 1837         | 4 marca 1843         | Partia Demokratyczna               | 9 | Wybrany w 1837                                                                                                 |
| 12    | John Milton Niles     |                 | 4 marca 1843         | 4 marca 1849         | Partia Demokratyczna               | 10 | Wybrany w 1842 Nie ubiegał się o reelekcję                                                                     |
| 13    | Truman Smith          |                 | 4 marca 1849         | 24 maja 1854         | Partia Wigów                       | 11 | Wybrany w 1848 lub 1899 Zrezygnował przed końcem kadencji w 1854                                               |
| 14    | Francis Gillette      |                 | 24 maja 1854         | 4 marca 1855         | Partia Wolnej Ziemi                | 11 | Wybrany do dokończenia kadencji w wyborach specjalnych w 1854 Nie ubiegał się o wybór na pełną kadencję w 1854 |
| 15    | Lafayette S. Foster   |                 | 4 marca 1855         | 4 marca 1867         | Partia Republikańska               | 12 | Wybrany w 1854                                                                                                 |
| 15    | Lafayette S. Foster   | 13              | 4 marca 1855         | 4 marca 1867         | Partia Republikańska               | Reelekcja w 1860 Przegrał wybory w 1866                                                                             | |
| 16    | Orris S. Ferry        |                 | 4 marca 1867         | 21 listopada 1875    | Partia Republikańska               | 14 | Wybrany w 1866                                                                                                 |
| 16    | Orris S. Ferry        | 15              | 4 marca 1867         | 21 listopada 1875    | Partia Republikańska               | Reelekcja w 1872 Zmarł w trakcie pełnienia urzędu w 1875                                                            | |
| Wakat | Wakat                 | Wakat           | 21 listopada 1875    | 27 listopada 1875    |                                    | 15 | |
| 17    | James E. English      |                 | 27 listopada 1875    | 17 maja 1876         | Partia Demokratyczna               | 15 | Mianowany do kontynuowania kadencji w 1875 Zrezygnował po wyborze następcy                                     |
| 18    | William Barnum        |                 | 17 maja 1876         | 4 marca 1879         | Partia Demokratyczna               | 15 | Wybrany do dokończenia kadencji w wyborach specjalnych w 1876                                                  |
| 19    | Orville H. Platt      |                 | 4 marca 1879         | 21 kwietnia 1905     | Partia Republikańska               | 16 | Wybrany w 1879                                                                                                 |
| 19    | Orville H. Platt      | 17              | 4 marca 1879         | 21 kwietnia 1905     | Partia Republikańska               | Reelekcja w 1885 | |
| 19    | Orville H. Platt      | 18              | 4 marca 1879         | 21 kwietnia 1905     | Partia Republikańska               | Reelekcja w 1891 | |
| 19    | Orville H. Platt      | 19              | 4 marca 1879         | 21 kwietnia 1905     | Partia Republikańska               | Reelekcja w 1897 | |
| 19    | Orville H. Platt      | 20              | 4 marca 1879         | 21 kwietnia 1905     | Partia Republikańska               | Reelekcja w 1903 Zmarł w trakcie pełnienia urzędu w 1905                                                            | |
| Wakat | Wakat                 | Wakat           | 21 kwietnia 1905     | 10 maja 1905         |                                    | 20 | |
| 20    | Frank B. Brandegee    |                 | 10 maja 1905         | 14 października 1924 | Partia Republikańska               | 20 | Wybrany do dokończenia kadencji w wyborach specjalnych w 1905                                                  |
| 20    | Frank B. Brandegee    | 21              | 10 maja 1905         | 14 października 1924 | Partia Republikańska               | Wybrany na pełną kadencję w 1909                                                                                    | |
| 20    | Frank B. Brandegee    | 22              | 10 maja 1905         | 14 października 1924 | Partia Republikańska               | Reelekcja w 1914 | |
| 20    | Frank B. Brandegee    | 23              | 10 maja 1905         | 14 października 1924 | Partia Republikańska               | Reelekcja w 1920 Zmarł w trakcie pełnienia urzędu w 1924                                                            | |
| Wakat | Wakat                 | Wakat           | 14 października 1924 | 15 grudnia 1924      |                                    | 23 | |
| 21    | Hiram Bingham III     |                 | 15 grudnia 1924      | 4 marca 1933         | Partia Republikańska               | 23 | Wybrany do dokończenia kadencji w wyborach specjalnych w 1924                                                  |
| 21    | Hiram Bingham III     | 24              | 15 grudnia 1924      | 4 marca 1933         | Partia Republikańska               | Wybrany na pełną kadencję w 1926 Przegrał wybory w 1932                                                             | |
| 22    | Augustine Lonergan    |                 | 4 marca 1933         | 3 stycznia 1939      | Partia Demokratyczna               | 25 | Wybrany w 1932 Przegrał wybory w 1938                                                                          |
| 23    | John A. Danaher       |                 | 3 stycznia 1939      | 3 stycznia 1945      | Partia Republikańska               | 26 | Wybrany w 1938 Przegrał wybory w 1944                                                                          |
| 24    | Brien McMahon         |                 | 3 stycznia 1945      | 28 lipca 1952        | Partia Demokratyczna               | 27 | Wybrany w 1944                                                                                                 |
| 24    | Brien McMahon         | 28              | 3 stycznia 1945      | 28 lipca 1952        | Partia Demokratyczna               | Reelekcja w 1950 Zmarł w trakcie pełnienia urzędu w 1952                                                            | |
| Wakat | Wakat                 | Wakat           | 28 lipca 1952        | 29 sierpnia 1952     |                                    | 28 | |
| 25    | William A. Purtell    |                 | 29 sierpnia 1952     | 4 listopada 1952     | Partia Republikańska               | 28 | Mianowany do kontynuowania kadencji w 1952 Zrezygnował po wyborze następcy                                     |
| 26    | Prescott Bush         |                 | 4 listopada 1952     | 3 stycznia 1963      | Partia Republikańska               | 28 | Wybrany do dokończenia kadencji w wyborach specjalnych w 1952                                                  |
| 26    | Prescott Bush         | 29              | 4 listopada 1952     | 3 stycznia 1963      | Partia Republikańska               | Wybrany na pełną kadencję w 1956 Nie ubiegał się o reelekcję w 1962                                                 | |
| 27    | Abraham Ribicoff      |                 | 3 stycznia 1963      | 3 stycznia 1981      | Partia Demokratyczna               | 30 | Wybrany w 1962                                                                                                 |
| 27    | Abraham Ribicoff      | 31              | 3 stycznia 1963      | 3 stycznia 1981      | Partia Demokratyczna               | Reelekcja w 1968 | |
| 27    | Abraham Ribicoff      | 32              | 3 stycznia 1963      | 3 stycznia 1981      | Partia Demokratyczna               | Reelekcja w 1974 Nie ubiegał się reelekcję w 1980                                                                   | |
| 28    | Chris Dodd            |                 | 3 stycznia 1981      | 3 stycznia 2011      | Partia Demokratyczna               | 33 | Wybrany w 1980                                                                                                 |
| 28    | Chris Dodd            | 34              | 3 stycznia 1981      | 3 stycznia 2011      | Partia Demokratyczna               | Reelekcja w 1986 | |
| 28    | Chris Dodd            | 35              | 3 stycznia 1981      | 3 stycznia 2011      | Partia Demokratyczna               | Reelekcja w 1992 | |
| 28    | Chris Dodd            | 36              | 3 stycznia 1981      | 3 stycznia 2011      | Partia Demokratyczna               | Reelekcja w 1998 | |
| 28    | Chris Dodd            | 37              | 3 stycznia 1981      | 3 stycznia 2011      | Partia Demokratyczna               | Reelekcja w 2004 Nie ubiegał się o reelekcję w 2010                                                                 | |
| 29    | Richard Blumenthal    |                 | 3 stycznia 2011      | nadal                | Partia Demokratyczna               | 38 | Wybrany w 2010                                                                                                 |
| 29    | Richard Blumenthal    | 39              | 3 stycznia 2011      | nadal                | Partia Demokratyczna               | Reelekcja w 2016 | |
| 29    | Richard Blumenthal    | 40              | 3 stycznia 2011      | nadal                | Partia Demokratyczna               | Reelekcja w 2022 | |